# 寺田夏生
寺田 夏生（てらだ なつき、1991年8月30日 - ）は、長崎県西彼杵郡時津町出身の陸上競技指導者（駅伝競走）、 元選手。専門は長距離走（マラソン・駅伝）。時津町立時津中学校、長崎県立諫早高等学校、國學院大學人間開発学部、各卒業。その後はJR東日本・陸上競技部に所属していた。

## 来歴

### 中学・高校時代まで
かつて、時津中学校時代は野球部に所属していた。だが長距離走が得意だったことから、当時の体育教師から陸上競技を勧められ、2004年から地方の陸上競技大会に出場していた。2006年夏、野球部引退を機に陸上競技へ転向。同年の全日本中学陸上では1500mに出場したものの0.14秒差で決勝進出を逃した。
中学卒業後、陸上競技・長距離走の名門・長崎県立諫早高校に入学。高校時代は全国高校駅伝に3年連続で出場。2年次の第59回大会では6区区間8位の実績を残している。

### 大学時代・箱根駅伝ゴール手前でコースを間違えるも総合10位、シード権獲得に貢献
高校卒業後は國學院大學へ入学し、当大学陸上競技部に所属。1年次の第87回東京箱根間往復大学駅伝競走では当日エントリー変更で、いきなりアンカーの10区を担当する。
鶴見中継所では暫定11位でたすきを受けると、その後4校（ほか日本体育大学・青山学院大学・城西大学）の激しいシード権争いを展開する。残り1kmに成っても4人が8位集団につけると、ゴールまで残り500m地点から寺田自ら猛烈なスパートをかけ、単独8位に浮上する。ところが、ゴール地点まで残り120m地点の交差点で集団の前を走行していた中継車がコースを外れると、寺田もこれを釣られるように追い掛けて、コースを間違えて交差点を右折してしまった。慌ててコースに戻ったときには、一旦シード権外の11位へ後退するも、何とか前を走っていた城西大学・甲岡昌吾をゴール寸前で追い越し、辛うじて國學院大學は総合10位でフィニッシュ（8位・日体大、9位・青学大）。総合11位とシード落ちした城西大とは僅か3秒の差で、國學院大として史上初のシード権を獲得した。
ゴール後の寺田は、國學院大のチームメイトを筆頭に周囲が大喜びするのを他所で「危ねえ！」「間違えた！」と苦笑いしながら漏らしていた。このコースを勘違いした交差点は「寺田交差点」と呼ばれるようになる。なお寺田は後年振り返った際に「（コース曲解に気付いたときに）あの時は、真面目に『終わった…』と思いましたよ」と懐古していた。
2年次の第88回箱根駅伝では自ら志願して5区を走った。13位でタスキを受けると区間5位の好走で4人を抜き、シード圏内の往路9位でゴール。結果國學院大學は総合10位に入り、チームの2年連続シード権獲得に貢献した。
3年次の第89回箱根駅伝、4年次の第90回箱根駅伝ではチームのエースとして華の2区を務めた。

### 実業団時代
JR東日本入社初年度の2014年12月の甲佐10マイルロードレースでは、トヨタ自動車九州の今井正人、住友電工の竹澤健介、日清食品グループの村澤明伸など並み居る強豪を抑えて優勝を飾る。
2018年の仙台国際ハーフマラソンでは「寺田夏至」とゼッケンに誤って掲載された。なお、リザルトにも同様に書かれているため修正は入っていないと思われる。
2019年12月の第73回福岡国際マラソンでは、ラスト2.195kmを出場全選手中最速タイムで駆け抜け、自己ベストの2時間10分55秒で4位。翌月のニューイヤー駅伝では最終7区を務め、チーム最高順位となる4位入賞に貢献した。
2020年3月の第75回びわ湖毎日マラソンでは、中間点を1時間03分台で通過したものの途中棄権に終わった。
2020年12月の第74回福岡国際マラソンでは先頭集団にはつかず第2集団でレースを進めると、30Km以降も15分台のイーブンペースを刻みながら順位を上げ、フルマラソンでは初めてのサブテン（2時間10分未満）となる、2時間08分03秒の自己ベストで3位に入った。
2023年2月の第11回大阪マラソンの完走を最後に、現役引退を表明した。

### 指導者として
2023年7月1日日付けで、皇學館大学駅伝競走部の監督に就任。

## 人物・エピソード
趣味は音楽鑑賞で、特技は早寝早起き。夢は長生きすることである。
國學院大學在学時代の監督・前田康弘からは「ものすごく口数も少なく、例えれば武士のよう。それも大昔の古武士」と評されている。
また、第87回箱根駅伝のアンカー区間において、レース終盤の前田監督は車内のテレビ生中継で状況を伺っていたが、寺田がコースを間違えてしまった時は「お前何やってんだよ！」と驚愕の表情に。それでも寺田はゴール手前で何とか1人（城西大）をかわして、國學院大が箱根駅伝歴代初の翌年シード権獲得の総合10位に入る。その直後の前田は「イェーイ！やった‼︎」とガッツポーズで歓喜しつつも、「寺田。お前超焦らせ、何やってんだよ…」と思わず男泣きしていた。
2022年1月3日開催の第98回箱根駅伝・復路では、アンカーの10区で法政大学・川上有生が11年前と全く同じ場所の「寺田交差点」で、右折し掛けるハプニングを起こしてしまう。それでも誘導員の指示ですぐにコースに戻り、無事総合10位とシード権を獲得。総合11位の東海大学とも十分な距離差があったので、大事には至らなかった。このアクシデントについて、寺田は自らTwitterで「笑(´･Д･)」「分かるよ」とツイートしている。
2022年1月30日の第41回大阪国際女子マラソンにおいて、寺田は男子マラソン選手としてペースメーカーを初めて担当し、プロランナー・川内優輝と一緒に第2集団グループの先導役を務めて完走した。

## 自己記録
- 3000m：8分25秒10 (2013年4月6日 世田谷陸上競技会)
- 5000m：13分51秒28 (2015年7月5日 ホクレンディスタンスチャレンジ士別大会)
- 10000m：28分47秒50 (2014年7月6日 ホクレンディスタンスチャレンジ網走大会)
- 20km：59分53秒 (2013年10月19日 第90回箱根駅伝予選会)
- ハーフマラソン：1時間02分37秒 (2013年2月3日 香川丸亀国際ハーフマラソン)
- マラソン：2時間08分03秒 (2020年12月6日 福岡国際マラソン)

## 主な戦績
- 2007年12月 第58回全国高校駅伝競走大会 2区(3km) 8分46秒 区間27位[24]
- 2008年01月 第13回全国都道府県対抗男子駅伝競走大会 4区(5.0km) 15分07秒 区間20位
- 2008年12月 第59回全国高校駅伝競走大会 6区(5km) 14分54秒 区間8位 [24]
- 2009年12月 第60回全国高校駅伝競走大会 3区(8.1075km) 24分57秒 区間30位 [24]
- 2010年10月 第87回東京箱根間往復大学駅伝競走予選会 20km 1時間02分15秒(73位)
- 2013年10月 第90回東京箱根間往復大学駅伝競走予選会 20km 59分53秒 13位
- 2014年12月 第39回甲佐10マイル公認ロードレース 一般男子の部 46分33秒 優勝
- 2015年01月 第59回全日本実業団対抗駅伝競走大会 1区(12.3km) 35分27秒 区間17位
- 2017年08月 北海道マラソン 2時間19分10秒 16位
- 2018年05月 仙台国際ハーフマラソン 1時間03分46秒 10位
- 2019年12月 福岡国際マラソン 2時間10分55秒 4位[9][25]
- 2020年03月 びわ湖毎日マラソン 記録なし（途中棄権）[26]
- 2020年12月 福岡国際マラソン 2時間08分03秒 3位[27]
- 2023年02月 大阪マラソン 2時間27分07秒 126位（現役ラストラン）

## 大学駅伝戦績
| 学年（年度）       | 出雲駅伝                                                 | 全日本大学駅伝  | 箱根駅伝                                                        |
| ------------------ | -------------------------------------------------------- | --------------- | --------------------------------------------------------------- |
| 1年生 （2010年度） | 第22回 出場無し                                          | 第42回 出場無し | 第87回 10区(23.1km)-区間11位 1時間11分44秒 ＜國學院大総合10位＞ |
| 2年生 （2011年度） | 第23回 6区(10.2km)-区間8位 31分02秒 ＜國學院大総合11位＞ | 第43回 出場無し | 第88回 5区(23.4km)-区間5位 1時間21分06秒 ＜國學院大総合10位＞   |
| 3年生 （2012年度） | 第24回 1区(8.0km)-区間6位 23分25秒 ＜國學院大総合10位＞  | 第44回 出場無し | 第89回 2区(23.2km)-区間15位 1時間12分39秒 ＜國學院大総合14位＞  |
| 4年生 （2013年度） | 第25回 出場無し                                          | 第55回 出場無し | 第90回 2区(23.2km)-区間7位 1時間10分28秒 ＜國學院大総合17位＞   |